# Fingerlængdeforholdet
Fingerlængdeforholdet (også kaldet digit ratio) er forholdet mellem længden af forskellige fingre målt fra hvor den enkelte finger er fæstet til hånden og til fingerspidsen. Det er af visse forskere hævdet, at særlig forholdet mellem to fingre, pegefingeren (2. finger) og ringfingeren (4. finger) bestemmes af størrelsen af den mængde af androgen, eksempelvis testosteron, som personen har været udsat for under fosterstadiet i kvindens livmoder, og at dette forhold kan anvendes som en grov målestok for androgen påvirkningen før fødslen. Et lavt forhold mellem længden af pegefinger og ringfinger peger på, at fosteret har været udsat for større mængder androgen i fosterstadiet. Forholdet mellem pege- og ringfinger (2. og 4. finger) benævnes også 2D:4D ratio efter engelsk, hvor 'D' står for "digit". Forholdet beregnes ved at dividere længden af pegefingeren med ringfingerens længde. En pegefinger, der er længere end ringfingeren, giver et forhold på mere end 1, og en længere ringfinger giver et forhold på under 1.
Fingerlængdeforholdet er en seksuel dimorfi: selvom pegefingeren typisk er kortere hos både mænd og kvinder, er forskellen på længden af de to fingre statistisk større hos mænd end hos kvinder.,
En række studier har vist, at der er en sammenhæng mellem fingerlængdeforholdet og forskellige fysiske og adfærdsmæssige træk.

## Historisk forskning i 2D:4D
Den omstændighed, at flere mænd end kvinder har længere ringfinger end pegefinger er angivet i den videnskabelige litteratur flere gange i slutningen af 1800-tallet. Et tilsvarende studie blev foretaget i 1930, der udviste statistisk signifikante forskelle blandt en population på 201 mænd og 109 kvinder, men herefter forløb en periode, hvor sammenhængen mellem køn og 2D:4D ratio enten blev glemt eller ignoreret.
I 1983 offentliggjorde Dr Glenn Wilson fra King's College i London resultaterne af en undersøgelse af sammenhængen mellem kvinders selvsikkerhed og deres 2D:4D ratio. Dette var den første videnskabelige undersøgelse af sammenhængen mellem 2D:4D ratioen og adfærd indenfor det samme køn. Wilson foreslog, at skelettets struktur og personligheden blev påvirket samtidig af niveauerne af kønshormon i kvindens livmoder under graviditeten. I 1998 rapporterede John T. Manning og kolleger, at kønsforskelle i 2D:4D rationen var til stede hos børn i toårs-alderen og fremsatte den teori, at pegefinderen var en markør for påvirkningen af kønshormoner i fostertilstanden. Herefter tog forskning i emnet fart flere steder i verden.
I en artikel i 2011 skrevet af Zhengui Zheng og Martin J. Cohn blev anført "2D:4D ratioen hos mus styres af balancen mellem signalstofferne for androgen og estrogen i en forholdsvist snæver tidsperiode, hvor fingrene udvikles"
Dannelsen af fingre hos mennesker sker i livmoderen omkring uge 13 og forholdet mellem knoglernes længde på dette fosterstade ligger fast i resten af individets liv. Mængden af androgener på dette tidspunkt i fosteret udvikling - hvilken mængde anses at være seksuelt dimorfisk - afgør hvor hurtigt ringfingeren vokser, hvilket kan påvises ved at analysere 2D:4D-forholdet mellem tve-æggede tvillinger af forskelligt køn, hvor det kvindelige foster udsættes for overskydende androgener fra broderen i livmoderen, og derved opnår et væsentlig lavere 2D:4D-forhold.
Der er dog ikke nogen korrelation mellem niveauerne af kønshormon hos voksne mennesker og disse fingerlængdeforhold, hvilket tyder på, at det alene er påvirkningen i livmoderen, der forårsager dette fænomen.
Et større problem i forskningen om emner er, at der i litteraturen er modstridende oplysninger om, hvorvidt niveauet af testosteron i voksne kan forudsiges af fingerlængdeforholdet, men mandlige fænotyper, der stereotypisk tillægges testosteronniveauer er blevet konstateret at have sammenhæng med fingerlængdeforholdet.

## Statistisk fordeling af fingerlængdeforholdet
Fra en undersøgelse af 136 mænd og 137 kvinder ved University of Alberta:
- Mænd: Gennemsnit 0.947, standardafvigelse 0,029.
- Kvinder: Gennemsnit 0,965, standardafvigelse 0,026.

Lægges en normalfordeling til grund, fører ovennævnte til et 95% forventeligt interval for 2D:4D ratio på 0,889-1,005 for mænd og 0,913-1,017 for kvinder.

## Evidens for androgene effekter på fingerlængdeforholdet
Kvinder med adrenogenitalt syndrom (AGS), der resulterer i forhøjede niveauer af androgener før fødslen, har gennemsnitligt et lavere og mere maskulint fingerlængdeforhold. Andre mulige fysiologiske effekter omfatter en forstørret clitoris og kort vagina. Mænd med AGS har gennemsnitligt et mere maskulint (lavere) fingerlængdeforhold end kontrolgruppen, hvilket også indikerer, at androger i forstertilstanden påvirker fingerlængdeforholdet.
Fingerlængdeforholdet hos mænd med Klinefelters syndrom, der har en reduceret produktion af testosteron, er højere (mere feminin) end deres fædre og andre kontrolgruper.
Fingerlængdeforholdet har sammenhæng med den genetiske variation i genet for den androgene receptor. Mænd med gener, der producerer androgene receptorer, der er mindre sensitive overfor testosteron, har større, mere feminint, fingerlængdeforhold. Det er dog ikke alle studier, der bekræfter denne sammenhæng. Kønsforskellen i fingerlængdeforholdet har ingen sammenhæng med Y-kromosomet.
Kønsforskellen i fingerlængdeforholdet hos mennesker er til stede inden fødslen, hvilket udelukker at miljø har indflydelse på udviklingen af fingerlængdeforholdet under opvæksten. Der er dokumentation for, at udviklingen af fingerlængdeforholdet reflekterer i hvilket omfang fosteret har været udsat for testosteron. Flere studier har påvist en arvelig sammenhæng i fingerlængdeforholdet.

## Geografisk og etnisk variation i fingerlængdeforholdet
Manning og dennes kollger har påvist, at der er en betydelige variation af fingerlængdeforholdet mellem forskellige etniske grupper. Manning konstaterede, at hankinesiske børn havde de højeste værdier af forholdet mellem længden af pege- og ringfinger (0.954±−0.032), fulgt af berbere (0.950±0.033) og at børn fra Jamaica havde det laveste forhold (0.935±0.035). Denne variation er langt større end forskellen mellem kønnene; med Mannings ord er der "større forskel mellem en polak og en finne end mellem mænd og kvinder."

## Sammenhæng mellem fingerlængdeforholdet og karakteregenskaber
Forskellige forskere har hævdet en mulig sammenhæng mellem fingerlængdeforholdet og helbred, opførsel og endog seksualitet i menneskets voksne liv. Nedenfor er en liste over en række egenskaber, hvor der enten er blevet påvist eller indikeret en sammenhæng med fingerlængdeforholdet.
|                                | Lavt fingerlængdeforhold | Højt fingerlængeforhold |
| ------------------------------ | --- | --- |
| Fysiologi og sygdom            | - Forøget risiko for prostatacancer og sygdomme i prostata. - Langsommere udvikling i livmoderen for begge køn. - Forøget reproduktionsevne hos mænd. | - Færre antal sædceller - Forøget risiko for hjertesygdomme hos mænd - Forøget risiko for overvægt og metabolisk syndrom hos mænd - Reduceret risiko for prostatacencer - Reduceret fødselsvægt blandt drenge - Forøgelse af reproduktiv succes hos kvinder. |
| Psykologiske forstyrrelser     | - Forøget forekomst af ADHD hos mænd - Forøget forekomst af Aspergers syndrom og andre lidelser inden for det autistiske spektrum - Forøget risiko for anorexia nervosa hos kvinder. - Forøget forekomst af psykopati hos mænd med lavt fingerlængdefrhold og høje testosteron-niveauer. - Forøget forekomst af alkoholisme. | - Forøget risiko for depression hos mænd - Forøget forekomst af schizofreni - Forøget forekomst af psykopati hos kvinder - Reduceret risiko for alkoholisme - Reduceret risiko for afhængighed af videospil - Forøget angst hos mænd - Forøget risiko for bulimi. |
| Fysisk og konkurrerende adfærd | Forøgelse af aggressiv adfærd under sportsudøvelse. | - Reduceret præstationsniveau ved sportsudøvelse - Reduceret evne til aktiehandel |
| Kognition og personlighed      | - Selvsikkerhed hos kvinder - Aggression hos mænd - Maskulin håndskrift hos kvinder - Opfattet "dominans" og "maskulinitet" i mænds ansigt - Musikalitet hos mænd - Forøgede akademiske evner - Matematisk evner - Nedsat empati i forhold til testosteronniveauet hos voksne                                                | - Forhøjet forekomst af overtro og tro på paranormale fænomener hos mænd med højere fingerlængdeforhold. - Højere eksamensresultater hos mandlige studerende - Højere niveau af neuroticisme hos begge køn - Forøget sproglige kompetencer for begge køn. - Forøget evne til visuel genkendelse hos kvinder. |
| Ledelse                        | - Lederegenskaber - Innovation | |
| Sanseevne                      | | - Lugtesans - Farvegenkendelse - Følesans |
| Seksuel orientering            | - Lesbiske har gennemsnitligt et lavere fingerlængdeforhold end heteroseksuelle kvinder - Biseksuelle mænd har lavere fingerlængdeforhold end rent homoseksuelle mænd. | - Seksuel præference for mere maskuline mænd blandt kvinder og homoseksuelle mænd med højt fingerlængdeforhold. - Lesbiske med højt fingerlængdeforhold er oftere femme og sjældnere butch. Kvindelige tvillinger med forskellig seksuel orientering viser samme sammenhæng. - Homoseksualitet blandt mænd ifølge nogle studier. Andre undersøgelser hævder det modsatte; nogle viser at fingerlængdeforholdet ikke spiller nogen rolle. |

### Fingerlængeforholdet og udvikling
Der er en vis evidens for, at fingerlængdeforholdet tillige er indikativt for mennesket udvikling og vækst. Ligeledes har studier vist en sammenhæng mellem fingerlængdeforholdet og ansigtsformer, der indikerer, at påvirkningen af testosteron i fostertilstanden har betydning for ansigtets udseende. Påvirkning af kønshormoner virker forskelligt på de enkelte, men kønhormoner, der påvirker fingerlængdeforholdet viser et mønster for ansigtets udvikling. Fink et al. (2004) påviste, at mænd med lavt (indikation for høj testosteronpåvirkning) og kvinder med højt (indikation for høj østrogenpåvirkning) fingerlængdeforhold udviser større grader af ansigtssymmetri.